# Benedetta Carlini
Benedetta Carlini, född 1591, död 1661, var en italiensk mystiker och homosexuell nunna. Hon har varit föremål för forskning och en teaterpjäs. 
Hon avsattes 1626 som abbedissa och dömdes till rumsarrest i sitt kloster av inkvisitionen sedan hon hållit en annan nunna, syster Bartolomea, i sin cell och antastat denna sexuellt medan hon påstod sig vara besatt av en manlig ande.